# Burgruine Hardeck
Die Burgruine Hardeck ist eine abgegangene Höhenburg südwestlich von Büdingen im Wetteraukreis in Oberhessen.

## Lage
Die Burgruine befindet sich auf 296 m ü. NN im nördlichen Teil eines größeren Waldstückes auf dem nördlichen der beiden Bergkegel im Kreuzungspunkt der Büdinger Stadtteile in West-Ost-Richtung zwischen Calbach und Lorbach und in Nord-Süd-Richtung zwischen Orleshausen und Diebach am Haag auf Lorbacher Gemarkung.

## Geschichte

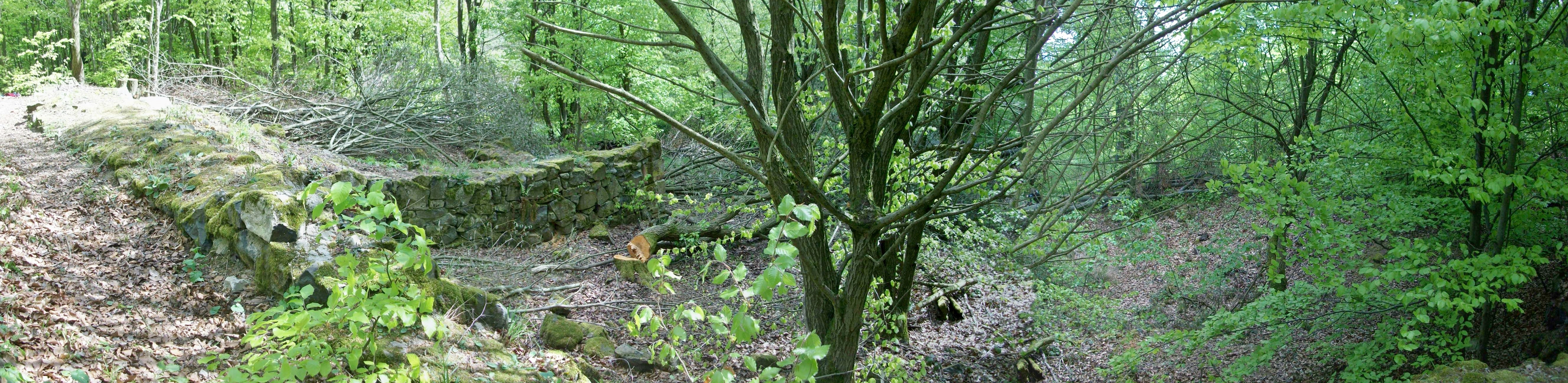
Burgmauerreste mit Hausresten und Blick ins Burginnere als Panoramaaufnahme von Nordwesten

Die Burg wurde vermutlich im 10. bis 11. Jahrhundert erbaut, die Erbauer sind nicht bekannt.  1289 wurde die Burg schriftlich als „... tria in campo versus Hardeckin“ erwähnt.
Vom 11. Mai 1362 ist aus einem Richtspruch der kaiserliche Hofrichter Burghard von Hardeck bekannt, der in einem Streit zugunsten der Hanauer entschied. Im 14. Jahrhundert gab es weitere Hinweise auf den Namen Hardeck. Heinrich von Ysenburg mit seiner Gattin Adelheid von Hanau-Münzenberg leistete 1367 ein Zahlungsversprechen an Ulrich von Hanau für eine Schuld von 1450 Gulden. Als Sicherheit wurde dabei „Haus Hardeck“ als Unterpfand eingesetzt.
1405 noch als Sitz eines Amtmannes erwähnt, wurde die Burg mit dem Umzug des letzten Amtmannes Eckart Riedesel nach Büdingen 1464 als Dienstsitz aufgegeben. Seit 1471 war die Burg nicht mehr bewohnt und dem Zerfall ausgesetzt. Ein Problem auf der Burg Hardeck war immer die Wasserversorgung, Wasser musste unterhalb des Berges aus einer Quelle geschöpft und etwa zwei Kilometer auf die Burg transportiert werden. Eventuell waren einige Gebäude auf der Hardeck länger in Benutzung, da der von 1738 bis 1748 auf dem nahen Herrnhaag wohnende Herrnhuter Graf Nikolaus Ludwig von Zinzendorf „in“ der Hardeck sein Testament geschrieben haben soll.
Nach dem Siebenjährigen Krieg (1756–1763) wurde die Burg nach unterschiedlichen Quellen 1794 oder 1796 von den Österreichern (vermutlich auf Befehl des späteren österreichischen K.u.K. Generalmajors Franz Anton Freiherr von Elsnitz) geschleift, die das Material für den Straßenbau verwendet haben sollen.

## Beschreibung

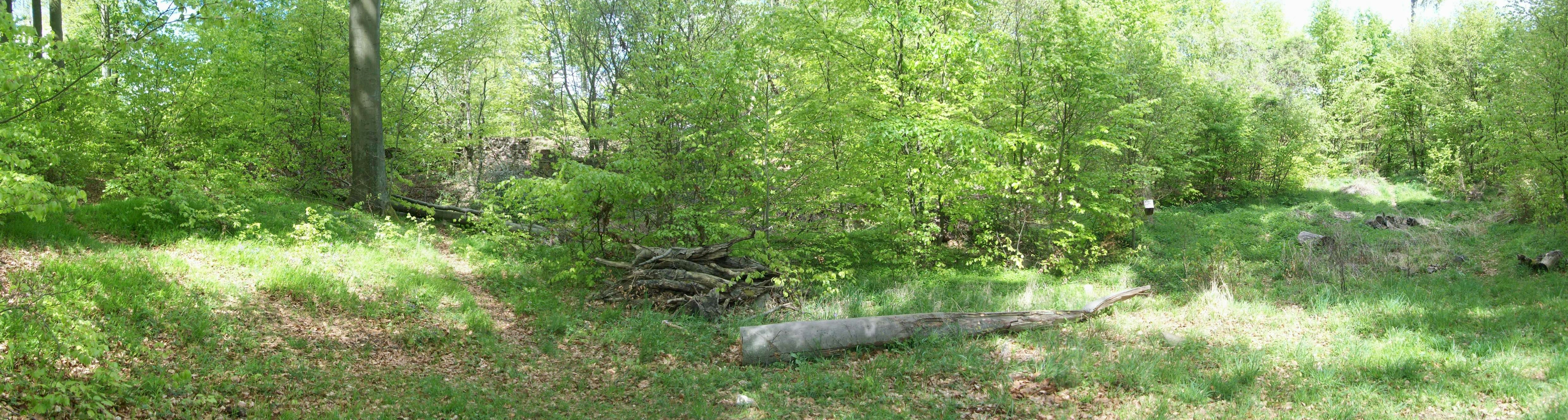
Panorama des Burgplateaus, Blick Richtung Osten

Die umgebende, leicht West-Ost ausgerichtete, ovale Wallanlage der Burg hat einen Umfang des äußeren Walles von etwa 340 Metern, dabei eine Fläche von 8.660 Quadratmetern einnehmend, der Burggraben in der Sohle einen Umfang von etwa 290 Metern, der innere Wall einen Umfang von etwa 200 Metern bei einer Fläche von über 2.800 Quatradtmetern. Dabei ist der innere Wall von der Grabensohle im Norden etwa 16 Meter lang schräg ansteigend und bis zu neun Metern hoch, im Süden bis zu 11 Meter breit und bis zu fünf Meter hoch ansteigend. An der breitesten Stelle im Norden sind die beiden Wallkronen 25 Meter auseinanderliegend. Bemerkenswert ist die Tiefe des gut erhaltenen Wallgrabens, die nach Norden teilweise sieben bis neun Meter beträgt. Von der umgebenden Burgmauer ist der Wall erhalten, an einigen Stellen am inneren Wall sind oberflächlich noch steinerne Reste der Mauer zu finden. Nur im östlichen Bereich gab es Funde, die auf einen Turm im Burgmauerbereich hindeuten. Die vorhandenen Ruinen entsprechen mehreren Häusern, die an den nördlichen Teil der Burgmauer angelehnt waren. Die geringen Ruinenreste lassen jedoch kaum einen Anhalt auf frühere Größe und Aussehen der Burg zu. Die Reste einer zum Burginnern erhöhten Fläche lassen dort den ehemaligen Palas vermuten. Im südlichen Bereich, ca. 20 Meter östlich des heutigen Weges in die Burg, sind noch Fundamentreste eines wohl runden Turmes, vermutlich des Bergfriedes, im Bereich der Burgmauer festzustellen. Tonscherben und glasierte Keramikreste wurden dort gefunden.
Die mittelalterliche Fernstraße Antsanvia, die auf diesem Streckenabschnitt Reffenstraße genannt wird, verläuft in Sichtweite. Das harte Basaltgestein, aus dem die Anhöhe besteht, ist möglicherweise Namensgeber für den Bergkegel Hardeck.
Die Burg Hardeck hatte ursprünglich Sichtkontakt zu den Burgen Ronneburg und Glauburg und später auch zur Burg in Büdingen. Die Burgen hatten die Aufgabe, die Straßen von der Mainebene zum Vogelsberg zu sichern. Durch den Baumbestand ist die Anlage heute als Ganzes nicht mehr erkennbar. Bilder, die die Überreste der Burg in früheren Jahren noch ohne Baumbestand zeigen, sind in LAGIS zu sehen.

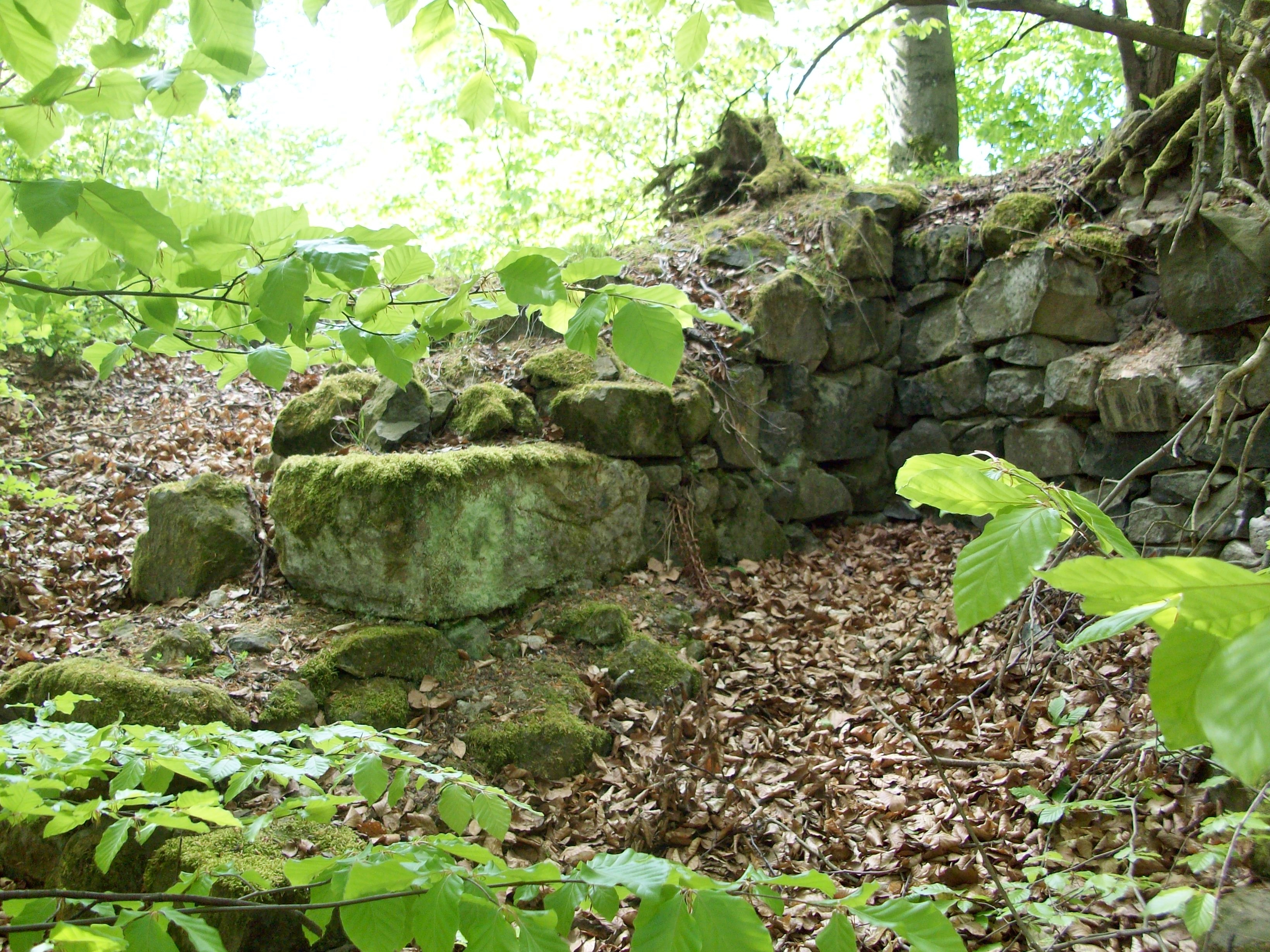
Andere Sicht auf Burgmauer und Hausreste mit unterschiedlich großen Bauquadern
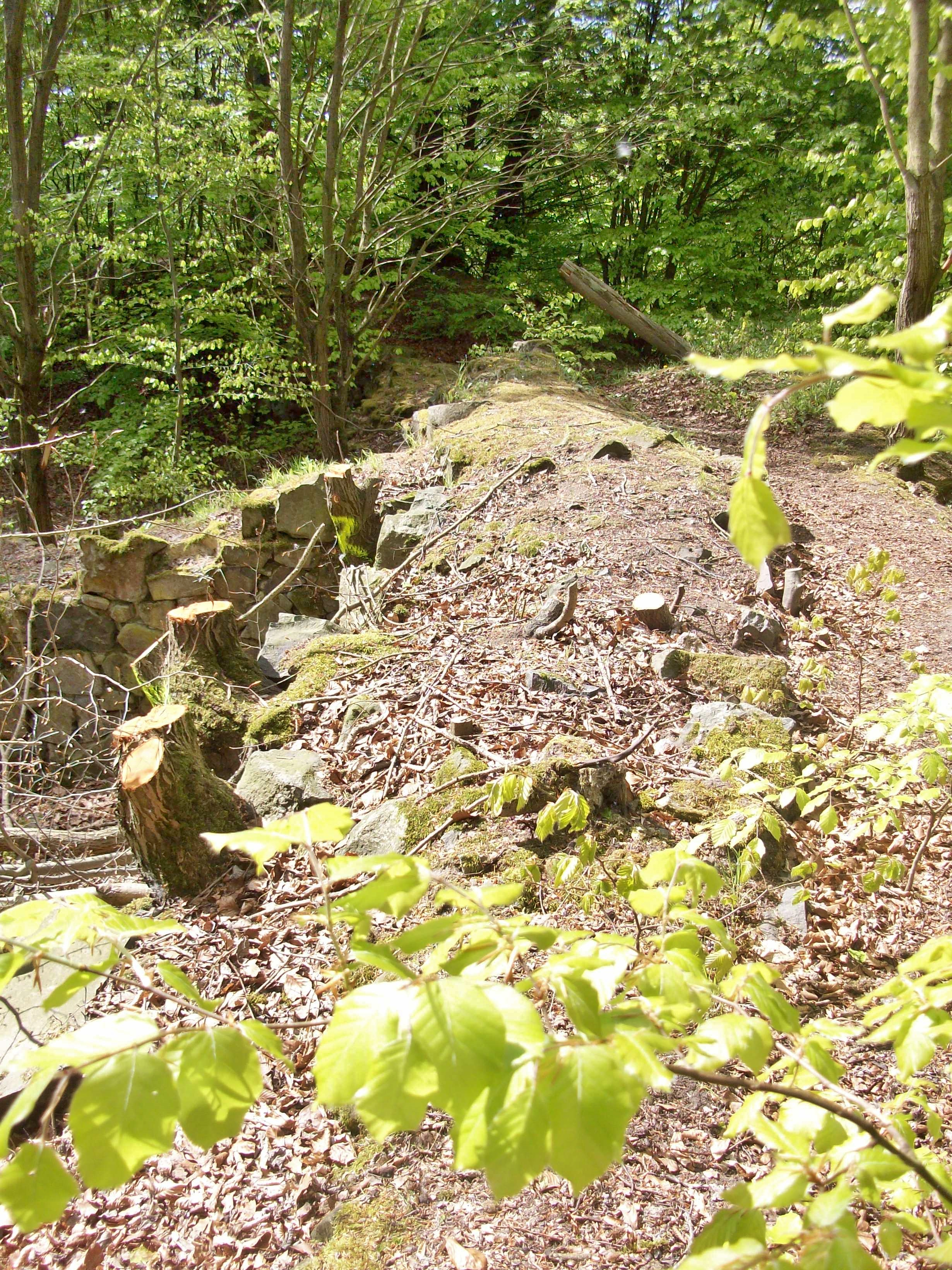
Beispielverlauf der Überreste der Burgmauer der Burgruine Hardeck
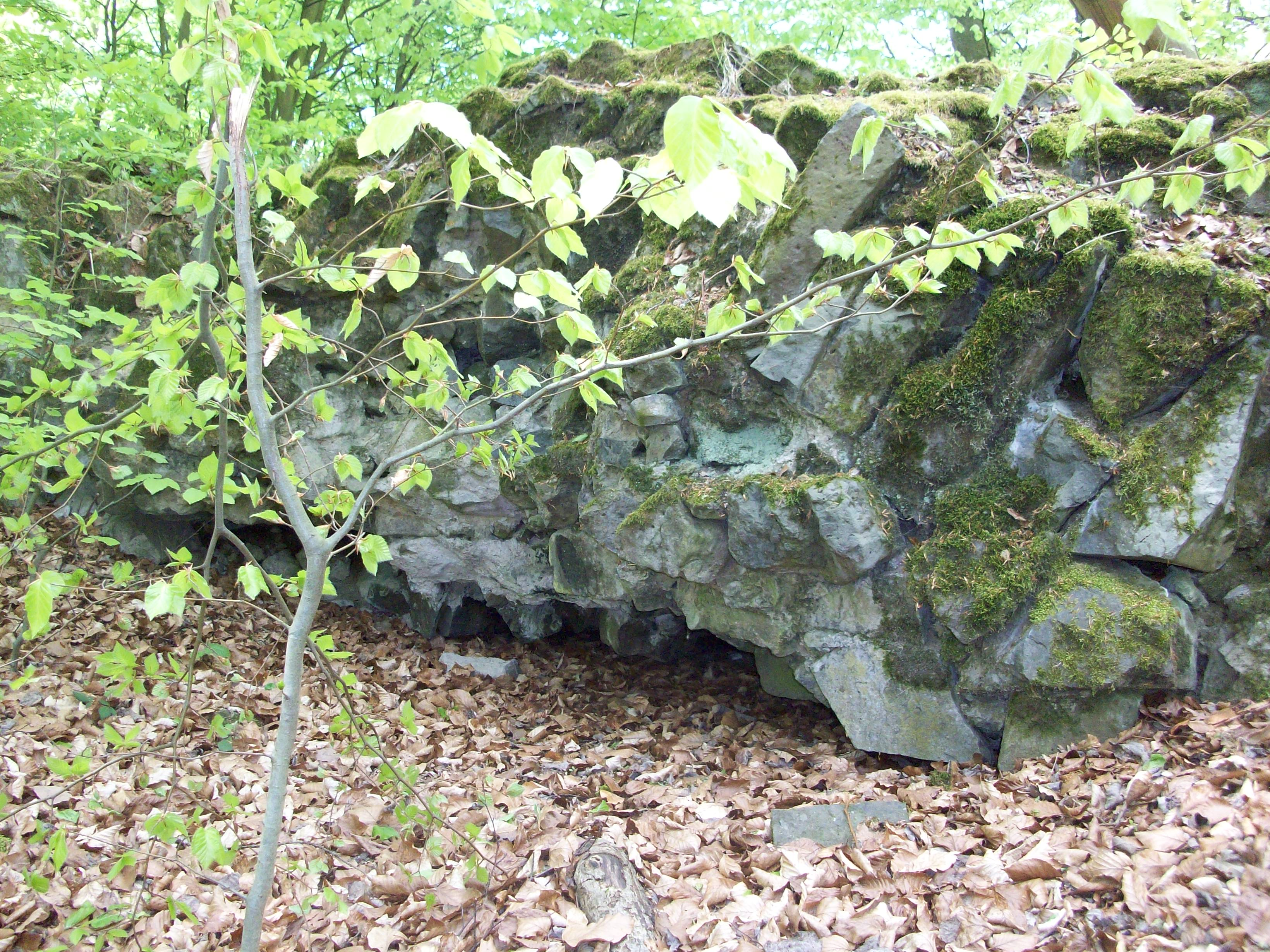
Die Überreste der Burgmauer von Innen
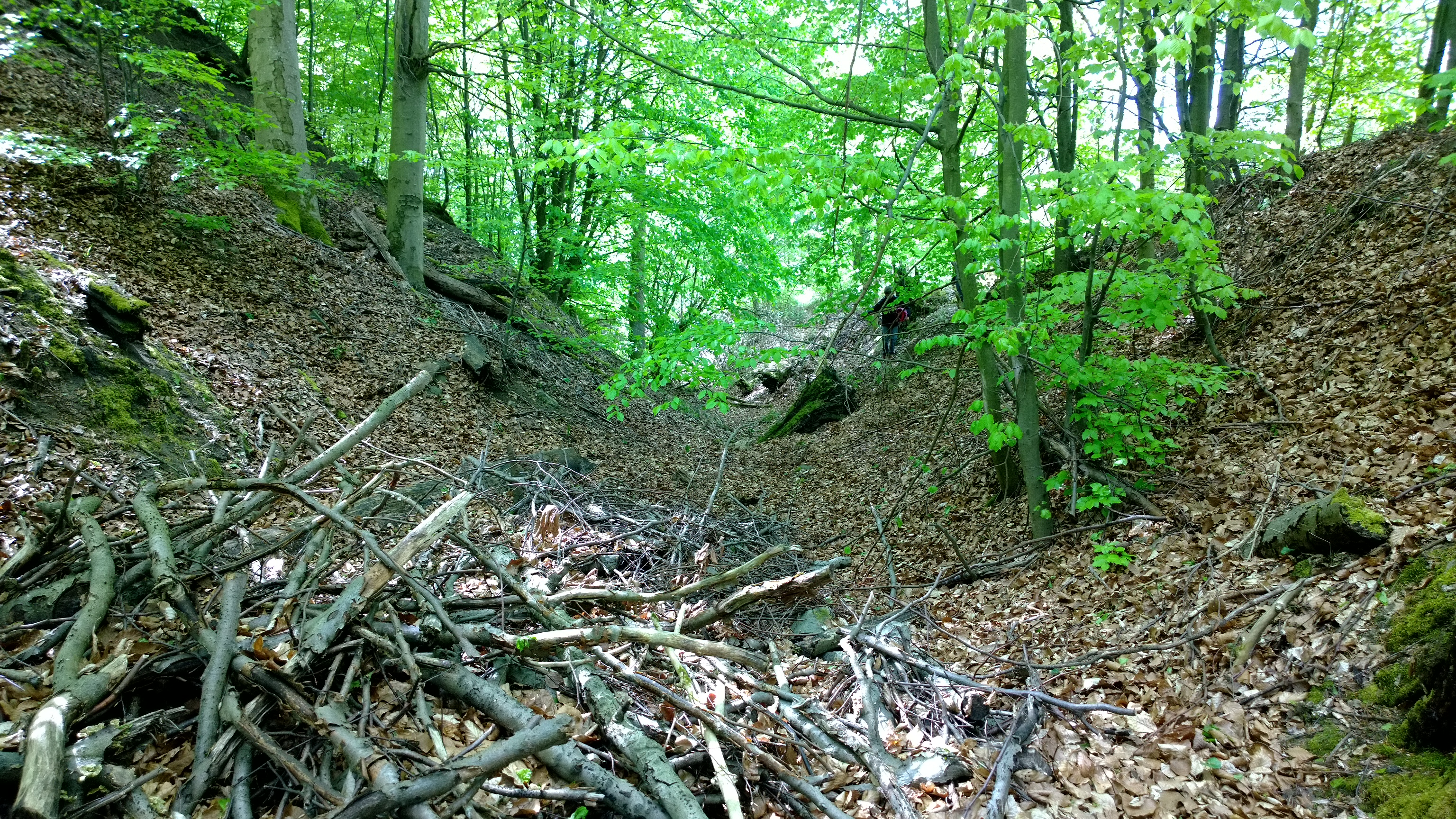
Der Halsgraben
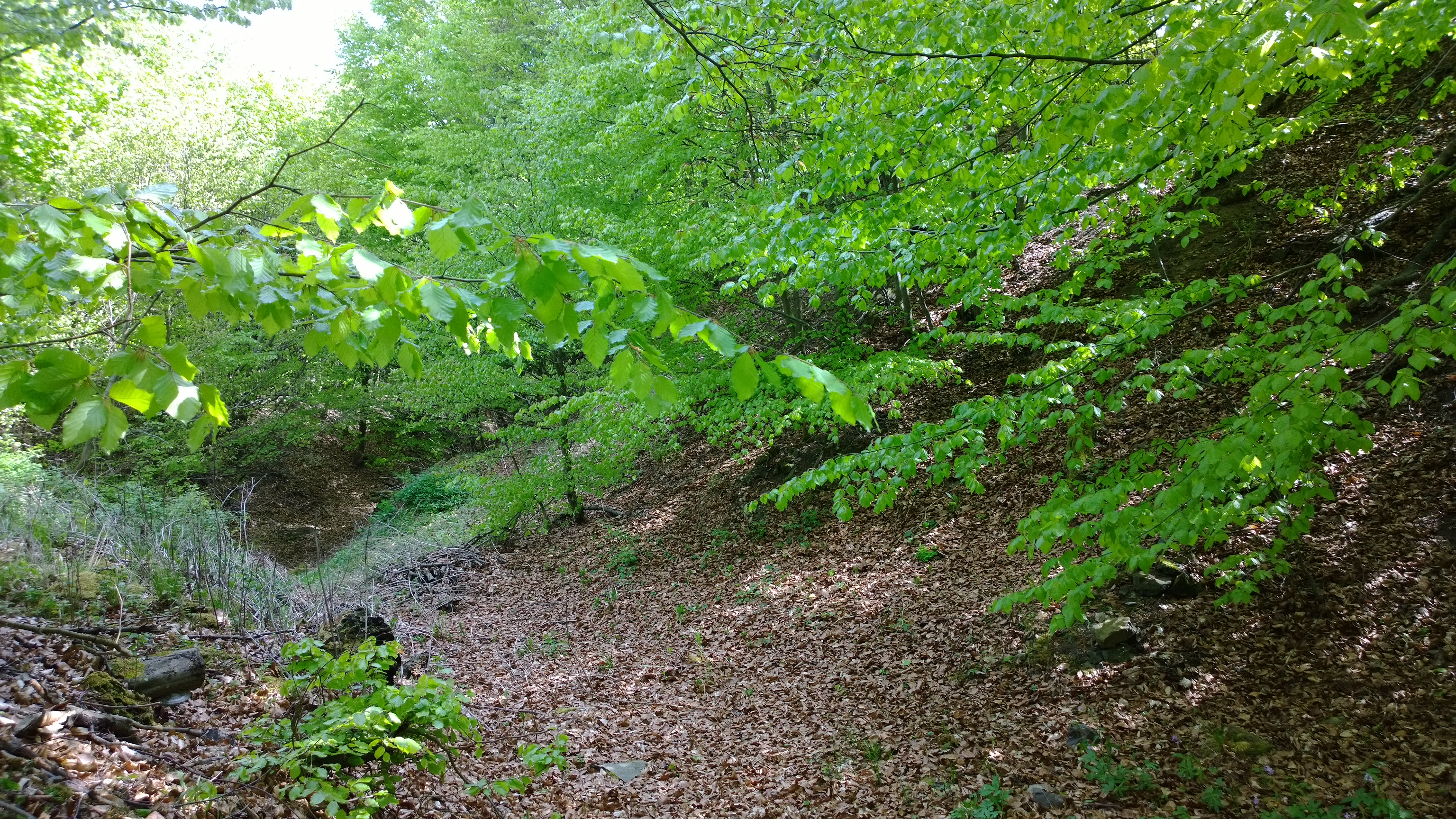
Halsgraben, rechts ca. 9 m bis zur Mauerkrone